# 絶対チェッカーズ!!
『絶対チェッカーズ!!』（ぜったいチェッカーズ）は、チェッカーズの1stオリジナル・アルバム。1984年7月21日にキャニオン・レコードよりリリースされた。後発でCDとマスターサウンドLPがリリースされ、2004年3月17日にCDが再リリースされている。

## 概要
デビュー・シングル「ギザギザハートの子守唄」と、2ndシングル「涙のリクエスト」のアルバム・バージョンを収録。
オリコンLPチャート（1989年廃止）において、週間推定売上枚数の最多記録を樹立した（1984年7月30日付）。この記録はオリコンLPチャートの廃止まで破られることはなかった。
2016年3月30日には音楽配信が開始された。

## 収録曲

### LP

#### SIDE A
1. 危険なラブ・モーション
作詞: 藤井郁弥／作曲・編曲: 芹澤廣明
2. HE ME TWO（禁じられた二人）
作詞: 売野雅勇／作曲: 鶴久政治／編曲: 芹澤廣明
  - リードボーカルは鶴久政治。
  - ゲイをテーマにした曲。全編ファルセットで歌われている。後に再録音で「THE CHECKERS BEST」に収録された。
3. ウィークエンド アバンチュール
作詞: 藤井郁弥／作曲: 鶴久政治／編曲: 芹澤廣明
  - サビ部分で「麻薬さ」と歌っているが、歌詞カードには「魅惑さ」と書かれている。
4. 渚のdance hall
作詞: 藤井郁弥／作曲・編曲: 芹澤廣明
5. ギザギザハートの子守唄
作詞: 康珍化／作曲・編曲: 芹澤廣明
  - デビュー・シングル。発表後は全く話題にならず、同曲をヒットさせたいと考えたレコード会社側の手によって、タレントの松居直美が後に同曲をリリースした。しかし、後に発表したシングル「涙のリクエスト」がヒットしたのをきっかけに、この曲の知名度も上り、チェッカーズの曲として認知されるようになった。

#### SIDE B
1. 涙のリクエスト
作詞: 売野雅勇／作曲・編曲: 芹澤廣明
  - 2ndシングルの再録音バージョン。シングルとはドラムスなどアレンジ、間奏とエンディングの長さ、サビが1回多く繰り返される等大きく異なる。
  - この曲のヒットによって一躍チェッカーズの名が世間に知れ渡った。
2. MY ANGEL (I WANNA BE YOUR MAN)
作詞: 高杢禎彦／作曲: 武内享／編曲: チェッカーズ
  - リードボーカルは高杢禎彦。
3. ガチョウの物語
作詞: 藤井郁弥／作曲: 大土井裕二／編曲: チェッカーズ
  - アマチュア時代からの曲。テレビ番組『ひらけ!ポンキッキ』（フジテレビ系列）にて使用された。
4. ひとりぼっちのナタリー
作詞: 売野雅勇／作曲・編曲: 芹澤廣明
5. ムーンライト・レヴュー50s'
作詞: 売野雅勇／作曲・編曲: 芹澤廣明
  - アカペラ曲。レコーディング中、メンバーがアマチュア時代を思い出し涙したというエピソードがある。

### CD
1. 危険なラブ・モーション
2. HE ME TWO（禁じられた二人）
3. ウィークエンド アバンチュール
4. 渚のdance hall
5. ギザギザハートの子守唄
6. 涙のリクエスト
7. MY ANGEL (I WANNA BE YOUR MAN)
8. ガチョウの物語
9. ひとりぼっちのナタリー
10. ムーンライト・レヴュー50s'

### 配信
1. 危険なラブ・モーション
2. HE ME TWO（禁じられた二人）
3. ウィークエンド アバンチュール
4. 渚のdance hall
5. MY ANGEL (I WANNA BE YOUR MAN)
6. ガチョウの物語
7. ひとりぼっちのナタリー
8. ムーンライト・レヴュー50s'